# Corynoptera pentaspina
Corynoptera pentaspina är en tvåvingeart som beskrevs av Werner Mohrig 1999. Corynoptera pentaspina ingår i släktet Corynoptera och familjen sorgmyggor. Inga underarter finns listade i Catalogue of Life.